# Esporlatu
Esporlatu (en sard, Isporlatu) és un municipi italià, dins de la província de Sàsser. L'any 2007 tenia 475 habitants. Es troba a la regió de Goceano. Limita amb els municipis de Bottidda, Burgos i Illorai.

## Administració
| Període | Identitat            | Partit        |
| ------- | -------------------- | ------------- |
| 2006-   | Baldino Luciano Pilo | Llista cívica |